# Educació financera
L'educació financera és la capacitat d'entendre com funciona els diners en el món: com una persona els obté (guanya), els administra i els inverteix. Més específicament, l'educació financera es refereix al conjunt d'habilitats i coneixements que permeten a un individu prendre decisions informades de tots els seus recursos financers. Actualment, països com Austràlia, el Canadà, el Japó, els Estats Units i el Regne Unit, està augmentant l'interès per les finances personals s'ha convertit en un dels principals objectius dels programes estatals.
- La Comissió Nacional del Mercat de Valors d'Espanya la defineix de la següent manera: «L'educació financera permet als individus millorar la comprensió de conceptes i productes financers, prevenir el frau, prendre decisions adequades a les seves circumstàncies i necessitats i evitar situacions indesitjables derivades o bé d'un endeutament excessiu o de posicions de risc inadequades».

Al 2003 l'Organització per a la Cooperació i el Desenvolupament Econòmics (OCDE) va iniciar un projecte governamental amb l'objectiu de proporcionar formes per a millorar l'educació financera a través del desenvolupament de principis comuns en educació financera. Al març del 2008, l'OCDE va llançar el Portal Internacional de l'Educació Financera, el qual té com a objectiu servir de centre d'intercanvi d'Educació Financera, a més d'informació i recerca per a tothom. Al Regne Unit, el terme alternatiu “capacitat financera” és usat per l'Estat i les seves agències: l'Autoritat de Serveis Financers (FSA) per les seves sigles en anglès, va iniciar una estratègia nacional de capacitat financera en el 2003. El govern dels Estats Units també va establir la Comissió per a l'Educació Financera en 2003.